# شاورانه
شاورانه (به صربی: Šavrane) یک منطقهٔ مسکونی در صربستان است که در کروشواتس واقع شده‌است. شاورانه ۷۰۶ نفر جمعیت دارد.